# Gobiesox nigripinnis
Gobiesox nigripinnis  — вид риб родини Присоскоперові (Gobiesocidae).Вид зустрічається на заході Атлантики біля берегів Венесуели. Риба сягає завдовжки до 6 см.